# Mäkiluoto
L'île Mäkiluoto est une île de Finlande.

## Géographie
Située dans le golfe de Finlande, au Sud de la Péninsule de Porkkala, elle appartient à la municipalité de Kirkkonummi.

## Histoire
Elle apparaît en cartographie dès 1690. Lors de la guerre de Crimée, des marins y sont morts de la peste. Un monument y a été érigé en leur hommage en 1903. 
Base militaire importante lors des Première et Deuxième Guerre mondiale, l'accès au public y est aujourd'hui fortement limité. 

## Galerie

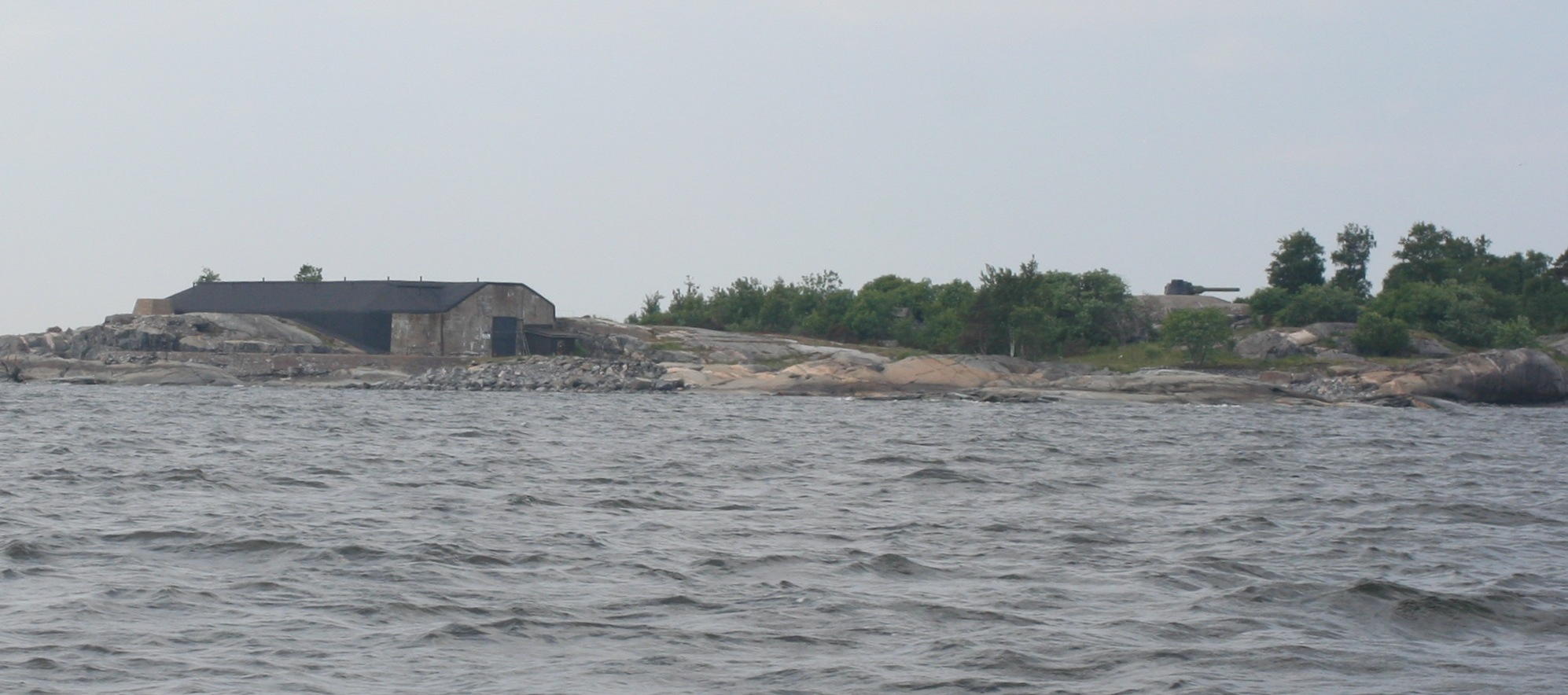
Bâtiment armé sur l'île.
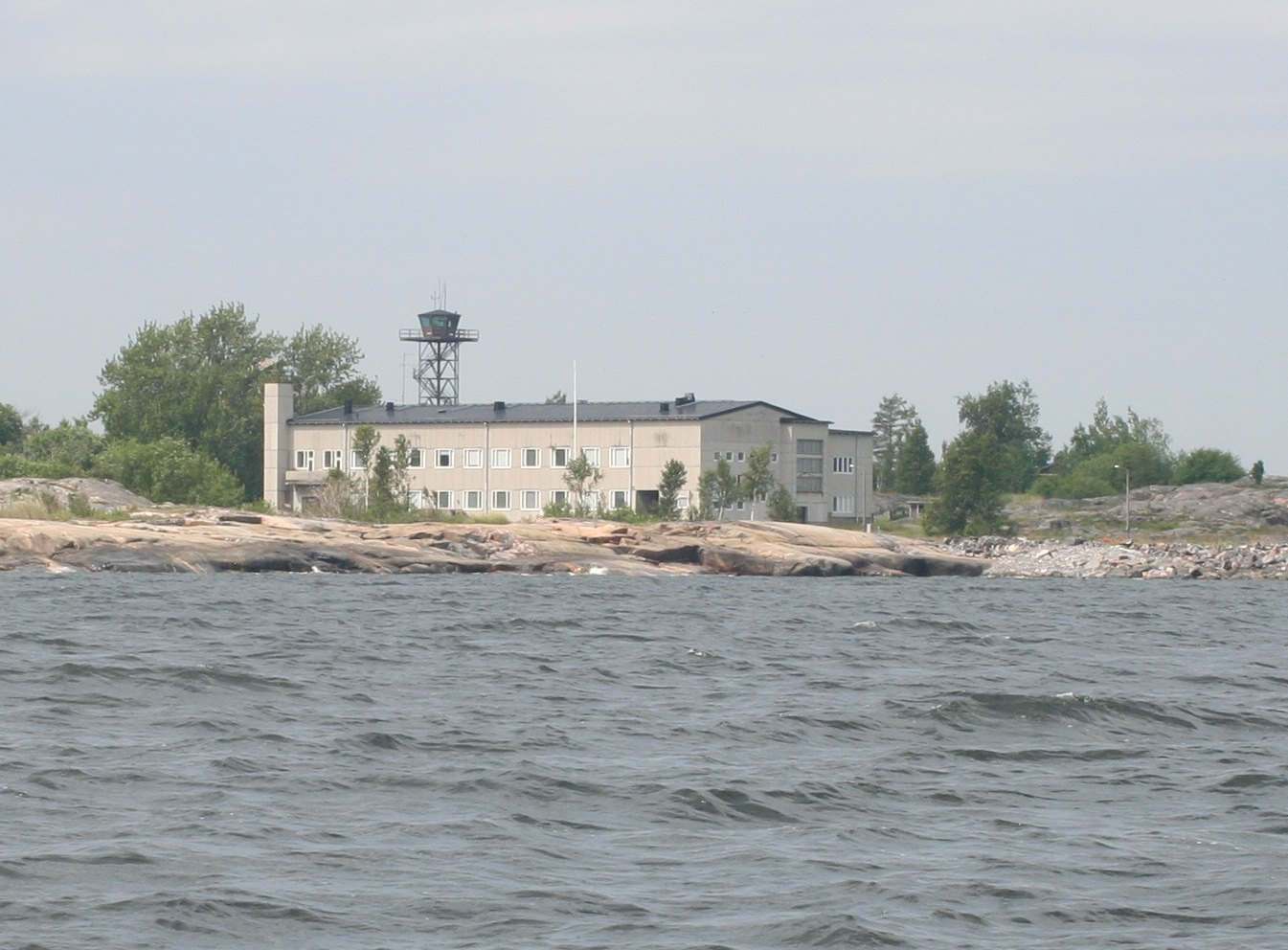
Bâtiment au Nord de l'île